# AFTER LIGHT
「AFTER LIGHT」（アフター・ライト）は、日本のロックバンド・L'Arc〜en〜Ciel、VAMPSのボーカリストで、シンガーソングライターであるHYDEの9作目のシングル。表題曲は2018年6月29日に配信発売。フィジカルは2018年8月1日に発売。発売元はVirgin Music。

## 解説
前作「WHO'S GONNA SAVE US」から約1ヶ月ぶりとなるシングル。なお、本作は前作に続き3度目となるタイアップ楽曲を含まないシングルとなっている。
表題曲「AFTER LIGHT」は、ライヴでの盛り上がりを意識して制作されたロックナンバーとなっている。なお、この曲の制作は、PABLO（Pay money To my Pain）が作ったデモ音源をもとに、HYDEとドリュー・フルク（a.k.a WZRD BLD）がディスカッションしながら進められている。ちなみにドリュー・フルクは、モーションレス・イン・ホワイトやアイ・プリヴェイルなどのハードコアバンドやリル・ピープの作品でプロデュース・ソングライティングを担当していた経歴がある。HYDEは、この曲の制作を振り返り「ライヴで盛り上がる曲みたいな感じで注文して、PABLO（Pay money To my Pain）が作ってきてくれた曲で。PABLOもPABLOで僕を見てて、"こういう曲やりたいんじゃないかな"って思って作ってくれた。で、"あ、すごいカッコいい曲が来た！"と思って。PABLOもメロディをのせてくれたんだけど、僕なりにちょっと色々考えてみて、"もうちょっといけねぇかなぁ"と思って。そういうことも含めて、最終的にはドリューに渡して。ドリューもまたメロを修正していった。だから、みんなで曲を作ったって感じかな」と述べている。
なお、表題曲は前作「WHO'S GONNA SAVE US」と同様に、"複数のコンポーザーと共同で楽曲を作る"、いわゆるコライト体制で制作されている。HYDEはコライトで作ったこの曲について「最終的にサビのメロディは、ドリューがゼロから作ってたんで…だから結構、僕の固定概念が壊れたかなぁ。僕はもともとのPABLOのメロも綺麗でカッコよかったんで、それをもうちょっとでも良くしようっていう考えだったけど、ドリューは全部なくして、全然違う発想のサビを作ってきた。"あ、僕はなんだかんだそうやって固定概念に縛られるんだな"って思ったんで…、"僕もなるべく自由な発想で音楽を作るべきなんだな"って勉強しましたね。ドリューには結構教わってますね、そういうふうにね。まぁ、メロディがガラッと変わったんで、PABLOは嫌かなと思ったら、PABLOも大絶賛してて、"すげぇ！"って（笑）。やっぱり、うん、そういう気持ちは大事だなぁと思いますね」と語っている。
また、表題曲の歌詞はダークな雰囲気でありながら、希望やポジティヴさを含んだ内容になっている。HYDEはこの曲の作詞作業を振り返り「アメリカのこのジャンルだと、戦ってる歌詞とかダークな歌詞が多いんだけど、どこか希望がある方がやってて気持ちがいいというかね。メリハリがつく気がしますね」と語っている。
表題曲のミュージック・ビデオは、漫画・アニメ『AKIRA』の中で描かれた"NEO TOKYO"をモチーフにした舞台で撮影されており、悪が蔓延る世界の中で光を探し彷徨い藻掻く様を描いた内容になっている。ちなみにHYDEが2019年6月22日より開催した、ライヴツアー「HYDE LIVE 2019」では、漫画・アニメ『AKIRA』と映画『ブレードランナー』の世界観を混合した架空都市"NEO TOKYO"がステージセットとして組まれている。なお、両作品とも1980年代の作品だが、物語の舞台が2019年であることから、HYDEがこのツアーのステージ演出に採り入れたという背景がある。
フィジカル発売前の2018年6月29日には、各種音楽配信サイトにおいて、表題曲「AFTER LIGHT」のダウンロード・ストリーミング先行配信が開始されている。
先行配信から約1ヶ月後の同年8月1日に、初回生産限定盤（CD＋コンセプトブック）と通常盤（CD）の2形態でフィジカルが発売された。初回生産限定盤にはEPサイズのコンセプトブックが付属している。
カップリングには、2018年にHYDEが中島美嘉に提供した楽曲「KISS OF DEATH」をセルフカバーした音源が収録されている。なお、編曲作業には、原曲のアレンジも手掛けたトラックメイカーのCarlos K.が参加している。

## 収録曲
| #  | タイトル          | 作詞                  | 作曲                  | 編曲                  | 時間 |
| -- | ----------------- | --------------------- | --------------------- | --------------------- | ---- |
| 1. | 「AFTER LIGHT」   | PABLO, WZRD BLD, HYDE | PABLO, WZRD BLD, HYDE | PABLO, WZRD BLD, HYDE | 3:13 |
| 2. | 「KISS OF DEATH」 | HYDE                  | HYDE                  | HYDE, Carlos K.       | 3:55 |

## 参加ミュージシャン
AFTER LIGHT
- HYDE：Vocal
- Jeff Dunne：Guitars

KISS OF DEATH
- HYDE：Vocal
- PABLO：Guitars
- Ali：Bass
- Carlos K.：Programming

## 収録アルバム
- 『ANTI』 (#1）